# Paraza
Paraza – miejscowość i gmina we Francji, w regionie Oksytania, w departamencie Aude. Przez gminę przepływa rzeka Aude. 
Według danych na rok 1990 gminę zamieszkiwało 401 osób, a gęstość zaludnienia wynosiła 42 osoby/km² (wśród 1545 gmin Langwedocji-Roussillon Paraza plasuje się na 563. miejscu pod względem liczby ludności, natomiast pod względem powierzchni na miejscu 777.).